# Каргапольє (селище)
Каргапо́льє (рос. Каргаполье) — селище у складі Каргапольського району Курганської області, Росія. Входить до складу Майської сільської ради.
Населення — 933 особи (2010, 975 у 2002).
Національний склад населення станом на 2002 рік: росіяни — 95 %.